# Julius Graf von Zech-Burkersroda

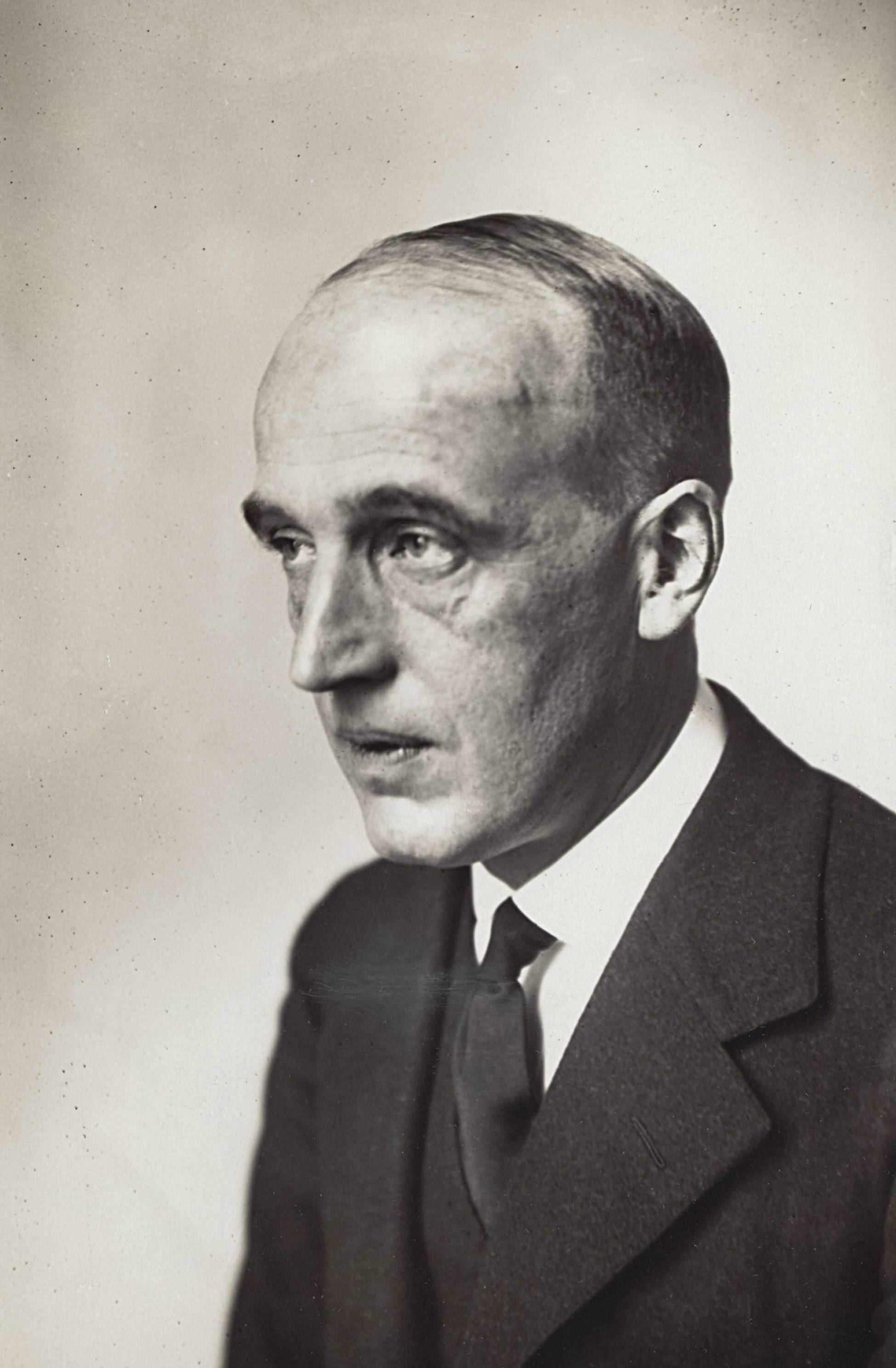
Julius von Zech-Burkersroda

Julius Graf von Zech-Burkersroda (Dresden, 7 februari 1885 - Bautzen, 19 januari 1946) was een Duits diplomaat. Van 1928 tot juni 1940 was hij Duits ambassadeur in Nederland.

## Biografie

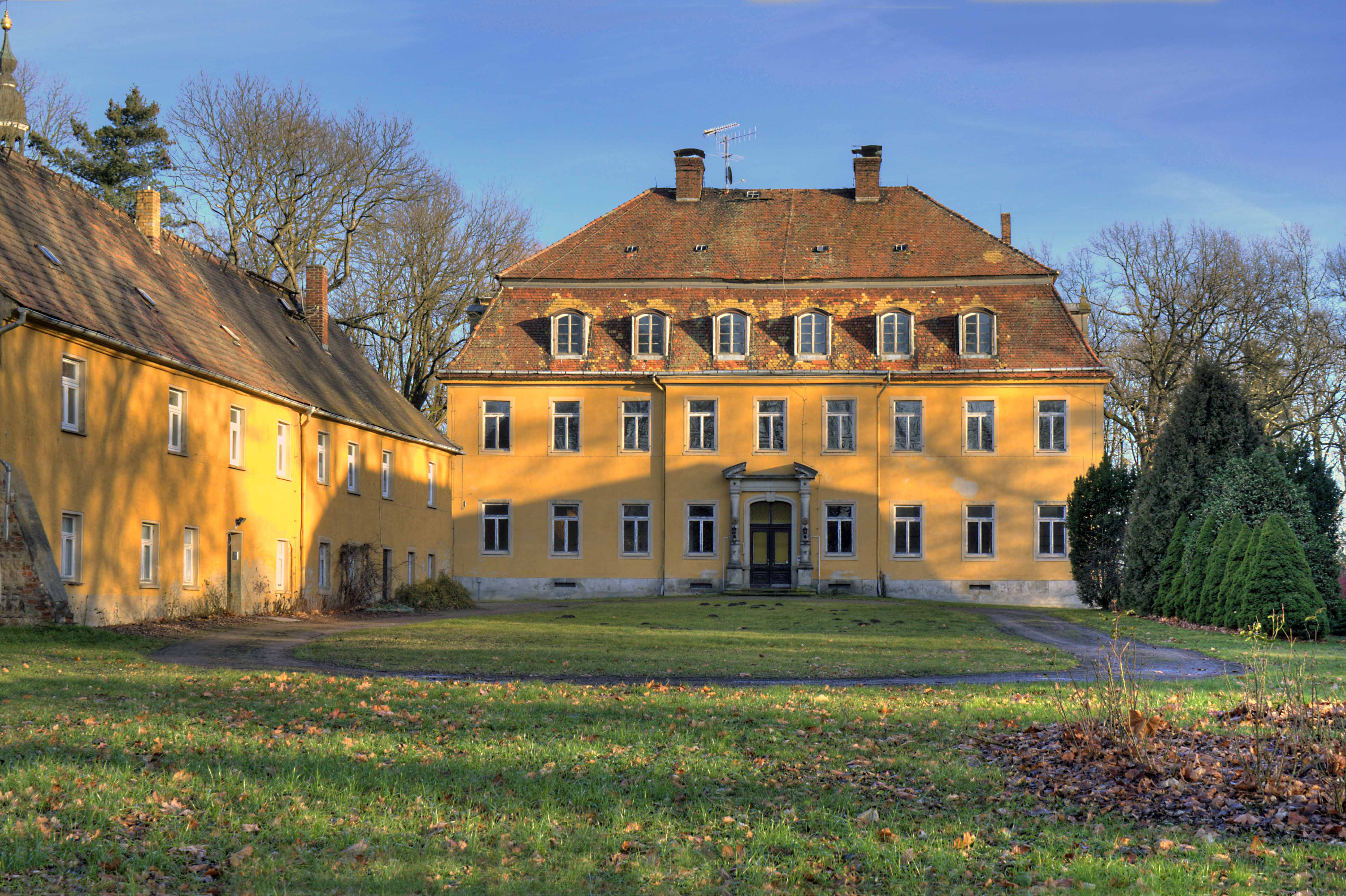
Na zijn gedwongen pensioen in 1940 trok Julius Graf von Zech-Burkersroda zich met zijn vrouw Isa terug op het familiegoed Börln, waar ze tot zijn arrestatie in 1945 verbleven.

Ernst Lothar Julius von Zech-Burkersroda was de zoon van Ludwig Graf von Zech-Burkersroda (1853-1927), die het riddergoed Börln in Saksen bezat en kamerheer was van koning Albert van Saksen, en van Margarethe von Lüttichau (1861-1931). 
Julius von Zech-Burkersroda begon een studie rechtswetenschappen aan de Universiteit van Leipzig, en vervolgde die in Heidelberg, Berlijn en Halle. In 1906 promoveerde hij en in 1909 trad hij in dienst van de diplomatieke dienst van Pruisen. In 1914 werd hij adjudant van rijkskanselier Theobald von Bethmann Hollweg. Een jaar later huwde hij diens dochter Isa (1894-1967), bij wie hij drie kinderen kreeg. In 1917 ging Von Zech-Burkersroda naar München en in 1922 naar Helsingfors. Vanaf 1925 was hij werkzaam in de onderafdeling Zuid-Europa van het Duitse ministerie van Buitenlandse Zaken, tot hij in 1928 gezant in Den Haag werd. Zijn enige zoon Wilhelm overleed in 1938 op 22-jarige leeftijd aan tuberculose.
Von Zech-Burkersroda woonde in 1932 een vergadering van de Nationaalsocialistische Duitse Arbeiderspartij in Den Haag bij en werd in 1934 lid van deze partij. Hij overhandigde op 10 mei 1940 de Duitse oorlogsverklaring aan Nederland aan minister Van Kleffens. Hij zou tot in de bezetting op deze post blijven en werd op 7 juni 1940 met vervroegd pensioen gestuurd.
Na het einde van de Tweede Wereldoorlog werd Von Zech-Burkersroda opgepakt door de Sovjet-Russische bezettingsmacht. Zijn riddergoed in Börln werd onteigend, en hijzelf opgesloten in het Speziallager van Bautzen. Hij overleed hier in de winter van 1946. Er staat een grafsteen in Eulau.
- Gemeinsame Normdatei: 133424375
- International Standard Name Identifier: 0000 0000 2271 5585
- Virtual International Authority File: 28260186